# محمودآباد (اردبیل)
محمودآباد روستایی است که در استان اردبیل، شهرستان اردبیل، بخش هیر، دهستان فولادلوی جنوبی قرار دارد.

## جمعیّت
بر اساس سرشماری سال ۱۳۸۵ جمعیّت این روستا ۲۰۴ نفر با ۴۶ خانوار بوده‌است.